# 岐阜県道409号毛呂窪姫栗線
岐阜県道409号毛呂窪姫栗線（ぎふけんどう409ごう けろくぼひめぐりせん）は、かつて岐阜県恵那市内の木曽川右岸を通っていた一般県道である。2016年（平成28年）4月1日に廃止された。

## 概要

### 路線データ
廃止時点での起終点は以下の通りである。
- 起点：岐阜県恵那市笠置町毛呂窪（岐阜県道72号恵那蛭川東白川線交点）
- 終点：岐阜県恵那市笠置町姫栗（岐阜県道68号恵那白川線交点）

## 沿革
- 1977年（昭和52年）2月27日 ： 認定[2]
- 2016年（平成28年）4月1日 ： 廃止[1]

## 路線状況

### 別名
- 木曽街道（恵那市）

## 地理

### 通過していた自治体
- 岐阜県
  - 恵那市

### 接続していた道路
- 岐阜県道72号恵那蛭川東白川線（恵那市笠置町毛呂窪地内）
- 岐阜県道68号恵那白川線（恵那市笠置町姫栗地内、笠置橋北）

### 周辺
- 飛騨木曽川国定公園
- 恵那峡
- 大井ダム（関西電力大井水力発電所）
- 笠置橋（木曽川）
- 恵那市立恵那北小学校